# Кузнецов Андрій Олександрович
Андрій Олександрович Кузнецов (січень 1907, село Сара Карсунського (Корсунського) повіту Симбірської губернії, тепер Ульяновської області, Російська Федерація — 2 січня 1967, місто Москва, тепер Російська Федерація) — радянський партійний діяч, 1-й секретар ЦК ЛКСМ Туркменії, 1-й секретар Горно-Бадахшанського обласного комітету КП(б) Таджикистану, секретар ЦК КП(б) Таджикистану із промисловості. Кандидат історичних наук, доцент.

## Життєпис
Народився в грудні 1906 (січні 1907) року в родині робітника-вантажника.
З вересня 1916 до грудня 1919 року — учень ремісничого училища міста Алатир Симбірської губернії. У 1919 році вступив до комсомолу.
У грудні 1919 — червні 1924 року — пресувальник на паперовій фабриці № 4 Баришської слободи Карсунського (Корсунського) повіту Симбірської губернії.
У червні 1924 — травні 1926 року — відповідальний секретар Алатирського повітового комітету ВЛКСМ Симбірської губернії.
Кандидат у члени РКП(б) з жовтня 1924 року. Член РКП(б) з серпня 1925 року.
У травні 1926 — травні 1927 року — відповідальний секретар Алданського окружного комітету ВЛКСМ Якутської АРСР.
З травня 1927 до лютого 1930 року — студент Ленінградського східного інституту імені Єнукідзе.
У лютому 1930 — вересні 1931 року — 1-й секретар ЦК ЛКСМ Туркменії.
З вересня 1931 до березня 1932 року — аспірант Ленінградського східного інституту імені Єнукідзе, сходознавець.
У березні 1932 — квітні 1934 року — завідувач східного відділу виконавчого комітету Комуністичного інтернаціоналу молоді (КІМ) у Москві.
У квітні — грудні 1934 року — інструктор Петроградського районного комітету ВКП(б) міста Ленінграда.
У грудні 1934 — травні 1936 року — секретар партійного комітету 1-го Медичного інституту міста Ленінграда.
З травня до грудня 1936 року — слухач Інституту червоної професури в Ленінграді.
У грудні 1936 — квітні 1938 року — культпропагандист партійного комітету на Ленінградському суднобудівному заводі імені Жданова.
У квітні 1938 — березні 1941 року — 1-й секретар Горно-Бадахшанського обласного комітету КП(б) Таджикистану.
20 березня — 22 листопада 1941 року — секретар ЦК КП(б) Таджикистану із промисловості.
У жовтні 1941 — вересні 1942 року — 1-й секретар посольства СРСР в Ірані.
У вересні 1942 — лютому 1944 року — генеральний консул СРСР в місті Тавриз/Тебриз (Іран).
У квітні 1944 — травні 1945 року — помічник голови Ради народних комісарів Таджицької РСР.
З травня до жовтня 1945 року лікувався в Кремлівській лікарні в Москві.
У жовтні 1945 — серпні 1946 року — інструктор відділу пропаганди Московського обласного комітету ВКП(б).
У серпні 1946 — жовтні 1947 року — партійний організатор — референт відділу зовнішньої політики ЦК ВКП(б).
З жовтня 1947 до жовтня 1948 року навчався в аспірантурі Академії суспільних наук при ЦК ВКП(б).
У жовтні 1948 — грудні 1949 року — завідувач підвідділу, референт відділу зовнішніх відносин ЦК ВКП(б).
У квітні 1950 — травні 1951 року — заступник директора Московського інституту сходознавства із навчальної та наукової роботи. Одночасно з вересня 1950 року працював доцентом на кафедрі країн Середнього Сходу. У січні 1951 — вересні 1954 року — завідувач кафедри країн Середнього Сходу та заступник директора Московського інституту сходознавства.
Одночасно в травні 1953 — квітні 1954 року — старший науковий співробітник, в.о. завідувача інфоромаційно-аналітичного відділу, співробітник сектору історії та культури народів Радянського Сходу Інституту сходознавства Академії наук СРСР.
З вересня 1954 року — завідувач кафедри, доцент Московського державного інституту міжнародних відносин МЗС СРСР.
З грудня 1954 до червня 1957 року — завідувач відділу редакції журналу «Советское востоковедение».
Одночасно в грудні 1956 — червні 1957 року — в.о. старшого наукового співробітника сектору пропаганди Інституту сходознавства Академії наук СРСР. У червні — жовтні 1957 року — в.о. старшого наукового співробітника, керівник довідково-інформаційної групи відділу міжнародних питань Інституту сходознавства Академії наук СРСР. У жовтні 1957 — березні 1959 року — в.о. завідувача сектору інформації Інституту сходознавства Академії наук СРСР.
У березні 1959 — травні 1962 року — заступник директора із науково-редакційної частини Видавництва закордонної літератури Міністерства культури СРСР.
З травня 1962 року — персональний пенсіонер у Москві.
У травні 1962 — 2 січня 1967 року — молодший науковий співробітник відділу міжнародних питань Інституту народів Азії Академії наук СРСР.
Помер 2 січня 1967 року в Москві.

## Нагороди
- орден «Знак Пошани» (17.10.1939)
- медалі